# Mort dans l'ascenseur
Mort dans l'ascenseur — Drop to His Death dans l'édition originale britannique, et Fatal Descent dans l'édition américaine — est un roman policier coécrit par John Dickson Carr et Cecil Street en janvier 1939 et publié sous les pseudonymes respectifs de Carter Dickson et John Rhode. Le roman présente un cas d'énigme en chambre close.
Ni Henri Bencolin, ni Gideon Fell, ni Henry Merrivale, les trois détectives récurrents de cet auteur, n'apparaissent dans ce roman.
Le récit évoque le directeur d'une maison d'édition londonienne, Ernest Tallant, retrouvé mort dans son ascenseur personnel. À l'étage, des témoins l'ont vu entrer bien vivant et seul dans la cabine, mais au cours de la descente, un coup de feu a retenti et, à l'arrivée au rez-de-chaussée, l'éditeur avait été atteint en plein cœur d'un projectile tiré verticalement et à courte distance. Il est impossible d'ouvrir la cabine en fonctionnement. Par ailleurs, la vitre cassée au plafond de la cabine, et qui semble indiquer la trajectoire de la balle, n'éclaire en rien les enquêteurs, car personne ne se trouvait sur le toit de l'engin en fonction. Si les enquêteurs se perdent en conjectures sur l'énigme matérielle du meurtre, en revanche il ne manque pas de motifs qui expliqueraient l'assassinat : despotique et intransigeant, sir Tallant avait une réputation de tyran et s'était fait plus d'un ennemi qui se serait fait un plaisir de l'abattre. Le mystère s'épaissit quand un second assassinat intervient dans les locaux de la maison d'édition : le directeur général est retrouvé assassiné par balle.

## Principaux personnages
- Victimes
  - Ernest Tallant : directeur d'une maison d'édition londonienne.
  - Stephen Corinth : directeur général de la maison d'édition.

- Enquêteurs
  - David Hornbeam : inspecteur-chef à Scotland Yard.
  - M. Biggs : sergent à Scotland Yard.
  - Horatio Glass : médecin légiste.

- Suspects
  - Patricia Tallant : nièce d'Ernest Tallant ; responsable du service des ouvrages éducatifs ; fiancée avec William Lester.
  - Helen Lake : secrétaire particulière d'Ernest Tallant.
  - Angus MacAndrew : directeur commercial de la maison d'édition.
  - Grey Haviland : directeur des revues et magazines.
  - William Lester : directeur de la collection des romans policiers ; fiancé avec Patricia Tallant.
  - George Patrick O'Reilly : directeur de la collection des romans d'aventures.
  - Mme Tailleur : employée à la réception.
  - M. Hastings : portier au rez-de-chaussée.
  - Mme Angele Wicks : employée chargé de donner des renseignements.
  - Vincent Pluckley : technicien chargé de l'entretien de l'ascenseur.

## Résumé
Le roman est composé de 19 chapitres, répartis en quatre parties. La résolution de l'énigme se fait dans la quatrième et dernière partie.

### Première partie:«Descente d'un éditeur»
Chapitres 1 à 5.
Le 11 mai 1938 vers 12 h 15, à Londres. Horatio Glass se présente à la maison d'édition dont Ernest Tallant est le créateur et le directeur intransigeant et rigoureux. Mais Tallant doit sortir car il a rendez-vous à l'extérieur. Alors qu'il est arrivé au bureau du directeur (bureau situé au cinquième étage), Glass voit, derrière la vitre de l’ascenseur, le magnat descendre seul vers le rez-de-chaussée.
Peu de temps après, une détonation retentit. Quand l’ascenseur arrive au rez-de-chaussée, on retrouve Ernest Tallant mort. Une balle a traversé son corps ; elle a été tirée à courte distance de haut en bas, à travers la vitre du plafond, atteignant la cœur après avoir traversé la clavicule.

### Deuxième partie:«Descente d'un détective»
Chapitres 6 à 12.
L'enquête montre que Tallant a été assassiné à l'aide d'une arme de calibre .45. Toutefois l'arme est introuvable.
Les détectives apprennent aussi que des vols étranges ont été commis ces dernières semaines : un avion miniature, un manuscrit, une statuette d'argent, etc.
L'inspecteur en chef oriente ses investigations vers le mécanisme de fonctionnement de l’ascenseur. Le mécanicien Pluckley, qui avait vérifié le mécanisme de l'ascenseur le matin même du drame, est formel : le système d'ouverture/fermeture de la porte interdit d'ouvrir la cabine quand elle monte ou descend. Par ailleurs, la vitre cassée au plafond de la cabine, et qui indique la trajectoire de la balle, n'éclaire en rien les enquêteurs, car personne ne se trouvait sur le toit de l'engin en fonction. L'accident et le suicide sont exclus, mais le modus operandi du meurtre est mystérieux. Pluckley est vite mis hors de cause : il avait quitté l'immeuble une heure avant le meurtre.
Le docteur Glass énonce une hypothèse de travail : un revolver avait été placé sur le plafond de l'ascenseur, mais son hypothèse ne répond pas à plusieurs questions (insertion de l'arme au plafond ? mise à feu de l'arme ? retrait de l’arme du plafond ?).
Par le calcul, l'inspecteur en chef Hornbeam estime que le coup de feu a eu lieu lorsque l’ascenseur était arrivé à proximité du deuxième étage. Haviland, dont le bureau est à cet étage, est interrogé. Puis il apprend que William Lester a été vu sur le toit de l'immeuble : qu'allait-il faire là-bas, si ce n'est pour accéder au mécanisme de contrôle de l'ascenseur au dernier étage ? Il devient un suspect évident, puisque ses fiançailles avec Patricia Tallant lui donne un mobile, outre le fait qu'Ernest Tallant voyait le mariage d'un mauvais œil.
Hornbeam et Glass imaginent alors que, puisque l'ascenseur ne peut pas être ouvert durant son fonctionnement électrique, il a été déconnecté du réseau électrique. Le meurtrier a descendu l'ascenseur par le treuil mécanique (« treuil à bras ») et l'a arrêté à un certain étage, le temps de commettre le meurtre, puis a remis l'ascenseur en route en le reconnectant au réseau électrique. De ce fait, n'importe qui a pu commettre le meurtre, et peut-être y a-t-il eu deux meurtriers qui ont agi de concert ? Par exemple Patricia et son fiancé ?
L'audition de miss Lake, la secrétaire de la victime, laisse à penser qu’elle a pu, en raison de son intelligence et de son sang froid, commettre le meurtre.
Sur ces entrefaites, on apprend que Haviland a quitté les locaux discrètement, et que Ernest Tallant voulait licencier O'Reilley. Deux suspects de plus.
Le même soir, vers 21 h, quand le personnel a quitté les locaux, Hornbeam et Glass, assistés par le sergent Biggs, tentent de faire une reconstitution. Si l'on coupe le courant électrique, est-il possible d'accéder à l'ascenseur, de l'arrêter, de tirer une balle, de le reconnecter au réseau électrique et de lui faire continuer sa descente ? L'expérience est un échec total. Outre le fait que l’ascenseur manque de s'écraser en raison de câbles cisaillés, la mise hors circuit ne permet pas une fluidité dans la descente de l’ascenseur. L'hypothèse formulée par les enquêteurs s'écroule.
Dans la fosse située au rez-de-chaussée, sous l'ascenseur, on découvre certains des objets volés récemment.
Quand les enquêteurs s'apprêtent à quitter les lieux peu après 23 h, ils découvrent Stephen Corinth, le directeur général, tué dans son bureau d'une balle logée en plein front. La balle est de calibre .45.

### Troisième partie:«Descente d'un fantôme»
Chapitres 13 à 16.
L'arme qui a permis de tuer le directeur général est retrouvée au petit matin, cachée dans la chasse d'eau des toilettes des hommes au 4e étage. L'arme appartenait à William Lester qui l’avait prêtée à O'Reilly.
Le mobile du meurtrier est difficile à trouver. Outre Patricia, qui hérite de la maison d'édition et qui est débarrassée de Stephen Corinth, ainsi que William, son fiancé, les suspects sont nombreux car Corinth s'apprêtait à réorganiser la direction et envisageait plusieurs licenciements.
Grey Haviland est retrouvé et est interrogé. Il livre un témoignage étonnant : il prétend que, alors qu'il était monté sur une chaise pour accéder à une bouteille de whisky qu'il avait cachée derrière le cadre d'un tableau, il avait vu l'ascenseur transportant Tallant. L'homme était écroulé sur le sol. Et ce n'est qu'ensuite qu'il avait entendu la détonation. D'où une nouvelle hypothèse de travail : Tallant aurait été assassiné dans son bureau par sa nièce Patricia ou par sa secrétaire Helen, puis installé dans l'ascenseur lequel aurait été envoyé au rez-de-chaussée. L'assassin se serait ensuite débrouillé pour faire retentir une détonation pour faire croire à un meurtre durant la descente de l'ascenseur alors que le crime avait eu lieu hors de l'ascenseur.
Mais cette théorie se heurte à un problème insoluble : cela signifie l'existence de deux coups de feu (un tiré sur Tallant au 5e étage, puis une second coup de feu quelques minutes après) et personne n'a entendu deux coups de feu. De plus, le second coup de feu n'aurait pas pu briser le plafond en verre de l'ascenseur en raison de la distance entre le tireur et l'ascenseur. Enfin, pourquoi tuer Corinth, dont le meurtre est mystérieux et pouvait entraîner la découverte du coupable ?
Une confrontation entre Patricia Tallant, Helen Lake et Grey Haviland a lieu, sans résultat décisif.
Mais lorsque finit le chapitre 16, on apprend que le docteur Glass pense avoir découvert l'identité du meurtrier, son mobile et son modus operandi.

### Quatrième partie:«Descente d'un meurtrier»
Chapitres 17 à 19.
Le docteur Glass a invité le meurtrier supposé à son domicile, pour lui montrer qu'il a découvert son identité. Il a aussi demandé à Hornbeam d'organiser une souricière discrète près de son domicile.
Le soir vers 21 h 30, quelqu'un se présente à son domicile. Ce n’est pas un homme mais une femme : Patricia Tallant. Après une longue discussion entre le médecin légiste et la nouvelle propriétaire des éditions Tallant, Glass lui ordonne de se cacher dans la pièce d'à-côté : l'assassin supposé vient de sonner à la porte.
Il fait entrer son visiteur. C'est l'assassin, auquel personne ne s'attendait. Il s'agit de Vincent Puckley, le mécanicien. Il voulait supprimer Ernest Tallant par vengeance, car ce dernier avait bâti sa maison d'édition sur une société que Puckley, trente ans auparavant, avait créée et qui avait fait faillite. Lors d'un grand banquet deux mois auparavant, il s'était estimé humilié en recevant une médaille commémorative faisant de lui le salarié le plus ancien de la maison d'édition. Il voulait aussi « s'élever en grade », ce qu'il ne pouvait pas faire avec Ernest Tallant et Stephen Corinth aux commandes, alors que cela était possible avec Patricia Tallant qui accèderait à la tête de la société.
Le meurtre d'Ernest Tallant avait été soigneusement conçu. Le matin du meurtre, Vincent Puckley avait installé un mécanisme automatique sur le plafond de l’ascenseur. Ce mécanisme était composé d'un tube contenant une balle, avec une bourre et un mécanisme de mise à feu. Ce mécanisme était déclenché par une petite pile et par un baromètre. Quand l'ascenseur était descendu à la pression barométrique voulue, un ressort avait été déclenché qui avait mis le feu à la balle, laquelle avait traversé le plafond en verre de l'ascenseur et avait tué Tallant, qui se tenait toujours au même endroit (le mécanisme de visée avait été facile à positionner). Puis l'ensemble du mécanisme, en raison du recul résultant de la poussée de la balle, était tombé sur le côté et s'était logé dans la fosse de l’ascenseur. C'était la raison des petits vols constatés durant les semaines précédentes, et notamment celui de l’avion miniature radiocommandé dont Puckley avait récupéré des pièces électroniques. Ainsi, au rez-de-chaussée, on avait trouvé Tallant mort, non pas d'un revolver ou d'un pistolet, mais des suites d'un mécanisme artisanal qui avait disparu avant même la découverte du corps. La mort de Corinth avait été plus facile à réaliser et s'était inscrite dans le plan d'ensemble de Puckley.
À l'écoute du récit du docteur Glass, Puckley comprend que l’ensemble de son stratagème et de ses motifs sont découverts. Il rétorque à Glass que ce sera « parole contre parole ». Mais Patricia surgit de la pièce adjacente et annonce qu'elle a entendu tous ses aveux. Surgissent alors les policiers menés par Hornbeam. Se voyant découvert, Puckley se jette par la porte-fenêtre pour s'échapper. Mais il a oublié que le docteur Glass habite au 5e étage : Puckley s'écrase sur le sol quinze mètres plus bas, mourant comme Ernest Tallant d'une chute d'un cinquième étage.

## Éditions
- Éditions originales en anglais
  - (en) Carter Dickson et John Rhode, Drop to His Death, Londres, Heinemann, 1939 — édition originale britannique.
  - (en) Carter Dickson et John Rhode, Fatal Descent, New York, Dodd Mead, 1939 — édition originale américaine.

- Éditions françaises
  - Carter Dickson (auteur), John Rhode (auteur) et Perrine Vernay (traducteur), Mort dans l'ascenseur [« Drop to His Death »], Paris, Éditions Albin Michel, coll. « Le Limier no 39 », 1951, 256 p. (BNF 32568088)
  - John Dickson Carr (auteur), John Rhode (auteur) et Perrine Vernay (traducteur), Mort dans l'ascenseur [« Drop to His Death »], Paris, Librairie des Champs-Élysées, coll. « Le Masque no 1950 », 1989, 250 p. (ISBN 2-7024-1877-5, BNF 35003589)
  - John Dickson Carr (auteur), John Rhode (auteur) et Perrine Vernay (traducteur), Mort dans l'ascenseur [« Drop to His Death »], Paris, Librairie des Champs-Élysées, coll. « Le Club des Masques no 627 », 1993, 250 p. (ISBN 2-7024-2353-1, BNF 35590467)
  - John Dickson Carr (auteur), John Rhode (auteur) et Perrine Vernay (traducteur), Mort dans l'ascenseur [« Drop to His Death »], « in » J.D. Carr, vol. 7, Paris, Librairie des Champs-Élysées, coll. « Les Intégrales du Masque », 2003, 1438 p. (ISBN 2-7024-3081-3, BNF 39034777)
  - Ce volume omnibus réunit les romans suivants : La Main de marbre, Les Meurtres de Bowstring, La Chambre ardente, Mort dans l'ascenseur, Un coup sur la tabatière, Les Neuf Mauvaises Réponses.

## Autour du roman
- Dans son roman Trois cercueils se refermeront publié en 1935, J. D. Carr avait proposé une typologie des énigmes de chambre close. Selon cet inventaire, l'assassinat d'Ernest Tallant correspond à l'hypothèse n°3 qui est indiquée.

## Source bibliographique
- Roland Lacourbe, John Dickson Carr : scribe du miracle. Inventaire d'une œuvre, Amiens, Encrage, 1997, p. 98-99.